# Emanuel Holzhauer
Emanuel Holzhauer (* 12. Januar 1977 in Ost-Berlin; † 2. Juli 1977) war ein Säugling, der bei einer von Fluchthelfern organisierten Flucht aus der DDR ums Leben kam.

## Leben
Emanuels Eltern – der spätere Maler Frank Rödel und seine Lebensgefährtin – hatten beschlossen, die DDR mit Hilfe eines Fluchthelfers zu verlassen. Am 2. Juli 1977 trafen sie sich gegen 14 Uhr am Händeldenkmal in Halle (Saale) mit dem Fluchthelfer. Zuvor hatten sie von einem Mittelsmann Schlafmittel erhalten, um Emanuel ruhigzustellen. Nachdem ihm diese verabreicht worden waren, fuhren sie bis Bernburg, wo sie in den Kofferraum des Wagens umstiegen. Als Emanuel zu schreien begann, erhielt er eine weitere Dosis Schlafmittel. Am Autobahnrasthof „Magdeburger Börde“ wurde das schrottreife Fahrzeug von dem drogenabhängigen Fluchthelfer Ingolf Sch. übernommen. Bei der Weiterfahrt versagte der Motor. Aufgrund des ungepflegten Aussehens von Ingolf Sch. war es zunächst schwierig, ein Fahrzeug zu finden, welches das Fluchtfahrzeug zum Grenzübergang Helmstedt-Marienborn abschleppte. Nachdem sie doch noch abgeschleppt worden waren, trafen sie gegen 17.30 Uhr dort ein. Dort wurde Ingolf Sch. aufgefordert, den Kofferraum zu öffnen, da das Fahrzeug über der Hinterachse sehr tief hing. Er weigerte sich, so dass die Grenzer das Schloss aufbrachen. Emanuel Holzhauer, durch die Hitze und die Schlafmittel geschwächt, war inzwischen erstickt.

## Folgen
Emanuels Eltern wurden in der DDR wegen staatsfeindlicher Verbindungsaufnahme, versuchtem ungesetzlichen Grenzübertritt und fahrlässiger Tötung vom Stadtgericht Berlin zu fünf Jahren Haft verurteilt. Der Fluchthelfer Ingolf Sch. wurde zu acht Jahren Haft verurteilt.
Ein Verfahren wegen fahrlässiger Tötung gegen den Chef der Fluchthilfeorganisation vor einem Gericht in West-Berlin endete im Januar 1979 mit einem Freispruch.
Emanuels Eltern gelangten 1980 durch Freikauf in die Bundesrepublik.
Der Bürgermeister von Arolsen, der die Fluchthilfe vermittelt hatte, wurde 1984 auf einer Transitfahrt durch die DDR inhaftiert und zu sechs Jahren Haft verurteilt. Er kam jedoch 1985 wieder frei.

## Rezeption
In der Bundesrepublik wurde der Tod Emanuel Holzhauers in der damaligen Debatte über kommerzielle Fluchthilfe aufgegriffen.
In der DDR wurde der Tod Emanuel Holzhauers propagandistisch in den Leitmedien ausgewertet. Darüber hinaus wurde der Tod Emanuel Holzhauers wurde in dem 1981 veröffentlichten und bereits 1981, 1984 sowie 1986 wiederaufgelegten Buch Befehdet seit dem ersten Tag. Über drei Jahrzehnte Attentate gegen die DDR propagandistisch im Sinne des DDR-Regimes dargestellt.
In der Reihe Der Staatsanwalt hat das Wort wurde 1979 die Folge Risiko produziert, die das Geschehen zum Vorbild hatte. Regie führte Helmut Krätzig. Allerdings gelangen die Eltern darin unentdeckt mit dem toten Kind in die Bundesrepublik. Die Folge durfte jedoch erst nach der Wende gesendet werden.
Der Tod Emanuel Holzhauers wurde bis in die jüngere Vergangenheit immer wieder in der Berichterstattung über Todesfälle an der innerdeutschen Grenze als Beispiel aufgegriffen.